# Prenocephale
Prenocephale ("Sluttande huvud"), släkte med växtätande dinosaurier (Pachycephalosauria) som man hittat fossil av i södra Mongoliet. Den tros ha levt i slutet av Kritaperioden, någon gång för mellan 80 och 70 milj. år sedan, och delat livsmiljö med bland annat Velociraptor, Tarchia, Saichania, Tarbosaurus och Saurolophus. Släktingar till Prenocephale var bland annat Homalocephale (Asien), Stegoceras och Pachycephalosaurus (Nordamerika).

## Beskrivning
Prenocephale var en typiskt Pachycephalosaurie. Den gick på bakbenen, hade relativt korta framben, och hade ett huvud som påminde om en hunds till formen, bortsett från det osedvanligt tjocka skalltaket (10 cm.), som gjorde kraniet kupolformat upptill, vilket gav upphov till släktets namn. Prenocephale förefaller ha haft ganska stora ögon, vilket tyder på att synsinnet troligen var  välutvecklat. Hjärnan var dock inte så stor, ungefär som en valnöt. Prenocephale var inte något storvuxet djur, omkring 2,5 meter från nos till svanstipp, och omkring 1 meter i mankhöjd, och kan ha vägt omkring 130 kg. 

## Källhänvisningar.
1. ↑  Fossil av Prenocephale har bland annat påträffats i Ömnögovi Province, som ligger söderut i Mongoliet.
2. ↑  Samtliga har påträffats i Ömnögovi Province, se Dinodata.org för mer information.
3. ↑  Hairy Museum of Natural History's hemsida.
4. ↑  ”Gondwanastudios.”. Arkiverad från originalet den 16 februari 2011. https://web.archive.org/web/20110216100750/http://www.gondwanastudios.com/Specimens/dinosaurs/prenocephale.html. Läst 30 maj 2010.
5. ↑  typesofdinosaurs.com